# 锯边茴芹
锯边茴芹（学名：Pimpinella serra）为伞形科茴芹属的植物。分布于日本以及中国大陆的安徽等地，生长于海拔800米至950米的地区，常生于水沟边，目前尚未由人工引种栽培。